# Stéphane-Joseph Piat
Maurice Piat, en religion Stéphane-Joseph Piat, né à Roubaix le 2 juin 1899 et mort dans la même ville le 14 mai 1968, est un religieux franciscain et écrivain français. Il est le spécialiste de l'histoire de la famille Martin, foyer de sainte Thérèse de l'Enfant-Jésus.

## Biographie
Maurice Piat est le fils de Joseph Piat (1870-1942), d'une famille de fabricant de tissu, et de Stéphanie Desruelle (1873-1918). Il a deux sœurs : Marie-Louise et Germaine.

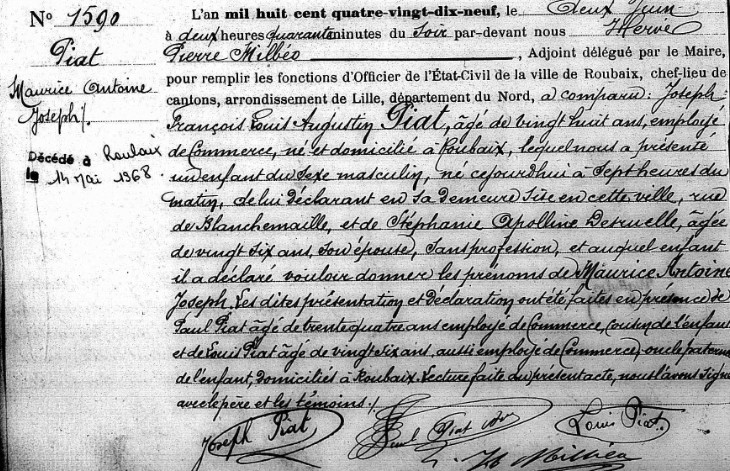
Son acte de naissance (Archives numérisées du Nord).

À Roubaix, il fréquente le patronage de la paroisse Notre-Dame, les conférences de Saint-Vincent de Paul et s’affilie dès 1913 au cercle Saint-Jean l’Évangéliste du tiers-ordre de Saint-François. Élève du collège Notre-Dame-des-Victoires de Roubaix depuis l’âge de 8 ans, où il se distingue par de brillants résultats, il fait de brèves études d’histoire à la Faculté catholique de Lille (1916). Il obtient la licence d’histoire et enseigne quelque temps dans son ancien collège. 
Mobilisé en juillet 1919 au 1er régiment d’infanterie de Cambrai (Nord), il entre en mai 1921 au noviciat des Frères mineurs d’Amiens (Somme), où il prend comme nom de religion Stéphane, en souvenir de sa mère décédée de la grippe trois ans plus tôt.

### L'action catholique ouvrière
Sous le pseudonyme de Maurice Lesage, il commence à publier des articles destinés à la jeunesse catholique ainsi qu’une série présentant saint François d'Assise comme un « Précurseur du catholicisme social » dans le bulletin La Vie franciscaine (1920-1925). 
Ordonné prêtre en 1925 (l'année de la canonisation de sainte Thérèse de Lisieux), il est nommé professeur d’histoire au scolasticat que la congrégation avait ouvert en banlieue lilloise, à Mons-en-Barœul (Nord). Il réside alors au couvent de Roubaix, dont il devient le gardien. Il s'investit dans les cercles de d'études de jeunes.
Dès 1926, il prend la charge locale des équipes ouvrières de l’Association catholique de la jeunesse française (ACJF), matrices de la future Jeunesse ouvrière chrétienne (JOC). Le 23 juin 1927, il assiste avec quelques jeunes Roubaisiens à la première réunion jociste de Tourcoing (Nord), cité voisine. Une autre section naît bientôt à Roubaix, dans la paroisse Notre-Dame (53 membres en 1930 et 83 en 1936). Conjointement avec le chanoine Bruno Piettre, fondateur de l’École industrielle et commerciale, Maurice Piat devient aumônier de la Fédération jociste de Roubaix-Tourcoing en 1928.
Nommé vicaire au couvent des Franciscains de Roubaix qui desservent l’église Saint-François, il s’engage dans le catholicisme social, soutient la CFTC locale, puis devient un des premiers aumôniers de la JOC du Nord de la France. Ses premiers ouvrages (1931-1940) sont consacrés justement à mettre en valeur des figures de jocistes prématurément décédés. 
Le 20 juillet 1941, il envoie à Vichy le mémoire qu'il a rédigé avec Joseph Danel, professeur de législation industrielle et de droit international privé à l'Université catholique de Lille : Les syndicalistes chrétiens et l’organisation professionnelle.
Très attaché à la notion de doctrine sociale de l’Église, son activité au secrétariat social de la CFTC dure jusqu’en 1960, au moment où s’amorce une déconfessionnalisation qu’il refuse avec la CFDT. Il appuiera alors la « CFTC maintenue » jusqu’à sa mort.
Appelé comme aumônier militaire durant la seconde guerre mondiale, il subit la retraite de Dunkerque, gagne l’Angleterre et revient ensuite dans le Nord de la France. En accord avec le cardinal Liénart, il s’oppose à la tentative de mise en place d’une jeunesse unique et d’un syndicat unique. 

### Le biographe des Martin
Membre de l’Union sacerdotale de Lisieux depuis 1934, il est aussi l’auteur d’ouvrages de littérature « thérésienne ». Un « pacte fraternel » le lie depuis son ordination sacerdotale à une carmélite de Douai : Sœur Anne de Jésus.
C'est en 1927, par l’intermédiaire du carmel de Roubaix, que le Père Piat fait la connaissance de la pensée de sainte Thérèse de l'Enfant-Jésus et de la Sainte-Face et devient le confident de sa plus proche sœur, Céline Martin. En 1939, il rédige L'Évangile de l'enfance spirituelle, qu’il fait corriger par les propres sœurs de Thérèse ; l’ouvrage est publié en 1941. Dans le même temps, il rapproche Thérèse de François d’Assise.
En juillet 1942, le chanoine Jean Viollet, directeur de l'Association du mariage chrétien, qui s’est développée aux lendemains de la première guerre, écrit au carmel pour suggérer qu’un théologien mette en valeur le lien existant entre vocation religieuse et vocation familiale, à partir de l’exemple de la famille Martin. Le carmel suggère alors le Père Piat. Ces deux prêtres s’étaient rencontrés en 1938 au congrès marial de Boulogne : Viollet y avait parlé de « Marie et le devoir des époux », tandis que Piat, parlant du « culte de Notre-Dame au foyer », avait évoqué la famille Martin.
Piat fait un séjour à Lisieux pour se documenter auprès des sœurs de Thérèse encore en vie, qui lui donnent accès à la correspondance familiale et à de nombreux documents d'archives. Son ouvrage paraît en 1945, sous le titre : Histoire d'une famille : une école de sainteté – Le foyer où s'épanouit sainte Thérèse de l'Enfant-Jésus. Il devient bientôt le biographe quasi officiel de la famille de Thérèse, son père et sa mère (1953 et 1954) ainsi que sa cousine Marie (1953) ; plus tard, il évoquera aussi les sœurs de Thérèse, consacrant une biographie à Céline, Léonie et Marie (1963-1967). Son Histoire d’une famille contribuera à promouvoir l’idée d’un procès des parents de Thérèse, alors qu’il n’y était d’abord pas favorable. Quand celui-ci s'ouvre en 1956, Piat y dépose et justifie les raisons de béatifier M. Martin. En 1958, il préface les lettres familiales de Mme Martin.
En théologien, il aborde aussi la « voie spirituelle » de la petite Thérèse, découvrant en elle « une théologie qu'elle a construite sans le savoir, qu'elle a recueillie plutôt du fonds de sa docilité à la grâce de Dieu ».
Il meurt dans sa ville natale le 14 mai 1968. À ses obsèques, le Provincial des franciscains, le R.P. Gabriel-Maria Porté, prononce l'éloge funèbre. L’association des « Amis du Père Piat » a entretenu sa mémoire dans le bulletin Ressourcement de 1971 à 1992.

## Publications
- Voix d'Assise aux jeunes de France, s.d.
- 50 années de syndicalisme chrétien : Jules Zirnheld, Spes, 1937
- Un militant jociste : André Jacques (1913-1937), Éditions ouvrières, 1938, 110 p.
- En collaboration avec l'abbé Viollet et le Dr Duval-Arnould : La Sainte Vierge et la famille, éd. Familiales de France, coll. "Spiritualité familiale", 1939
- Clément Surantyn (1910-1939), Éditions ouvrières, 1940, 136 p.
- Deux âmes d'évangile : François d'Assise & Thérèse de Lisieux, éd. Franciscaines, 1940
- Saint Pierre d'Alcantara, éd. Franciscaines, coll. "Profils franciscains", 1941
- L'âme d'un militant : Guy Sixois, Éditions ouvrières, 1944, 64 p.
- Histoire d'une famille : une école de sainteté – Le foyer où s'épanouit sainte Thérèse de l'Enfant-Jésus, Office central de Lisieux, 1945, 388 p.
- Principes et paradoxes de la vie militante, éd. Franciscaines, 1946
- Marie Guérin, cousine et novice de Sainte Thérèse de l'Enfant-Jésus (1870-1905), Office central de Lisieux, 1953
- L'évangile de l'enfance spirituelle, éd. Franciscaines, 1956
- Socialisme et communisme devant la conscience chrétienne, éd. Franciscaines, 1957
- Correspondance familiale de Zélie Martin (1863-1877), Office central de Lisieux, 1961
- Céline, Sœur Geneviève de la Sainte-Face – Sœur et témoin de Sainte Thérèse de l'Enfant-Jésus, Office central de Lisieux, 1963
- Sainte Thérèse de Lisieux – À la découverte de la voie d'enfance, éd. Franciscaines, 1964, 408 p.
- Léonie, une sœur de sainte Thérèse à la Visitation, Office central de Lisieux (Calvados) &  imprimerie Saint-Paul (Bar-le-Duc), 1966, 224 p.
- Une Âme libre, Marie Martin : Sœur aînée et marraine de sainte Thérèse de l'Enfant Jésus, Office central de Lisieux, 1967, 256 p.
- Saint François d'Assise à la découverte du Christ pauvre et crucifié, éd. Franciscaines, 1968
- L'histoire extraordinaire de la famille Martin – La famille de Thérèse de Lisieux, Téqui, 2015, 336 p.
- Léonie Martin : La sainteté inattendue d'une sœur de Thérèse, éd. Emmanuel, 2017 (rééd.)